# Косовский, Камиль
Ка́миль Косо́вский (пол. Kamil Kosowski; род. 30 августа 1977, Островец-Свентокшиски) — польский футболист, полузащитник сборной Польши.

## Карьера
Начал свою карьеру в клубе «Островец-Свентокшински».
Косовский стал известен после игр Кубка УЕФА, проведённых в составе краковской «Вислы» в сезоне 2002/03.
В 2003 году перешёл в немецкий «Кайзерслаутерн» на правах аренды, где играл до сезона 2005/06. Сезон 2005/06 провёл в аренде в английском «Саутгемптоне» и был снова вызван в сборную страны.
В составе «Саутгемптона» забил один мяч, в матче против клуба «Халл Сити», завершившегося со счётом 1:1.
В общей сложности Косовский провёл за сборную Польши 52 игры и забил 4 мяча.
Был заявлен на чемпионат мира 2006 года в Германии, однако на поле появился лишь в одном матче против сборной Эквадора, в котором отыграл 15 минут.
После окончания аренды в итальянском клубе «Кьево», Косовский вернулся в «Вислу». В первой половине сезона стал лучшим игроком по количеству результативных передач, а также забил 9 мячей в 13 играх. 14 января 2008 года «Висла» расторгла контракт с Косовским по обоюдному согласию, так как игрок не согласился на условия продления контракта.
25 января 2008 года Косовский заключил контракт на два с половиной года с испанским клубом «Кадис». В том сезоне «Кадис» финишировал двадцатым в чемпионате Сегунды и вылетел в Сегунду Б.
7 июля 2008 года перешёл в кипрский клуб «АПОЭЛ». Контракт был заключён на 2 года.
В первой же официальной игре за «АПОЭЛ» Косовский забил победный мяч. Произошло это в матче Суперкубка Кипра против клуба «Анортосис». В том матче победу со счётом 1:0 одержали представители Никосии.
В свой первый сезон, проведённый в «АПОЭЛ», Косовский помог клубу выиграть чемпионат Кипра. Он играл очень хорошо, показывая высокий класс игры, справедливо считаясь одним из самых ценных игроков клуба. Также он провёл 5 матчей на групповом этапе Лиги чемпионов в сезоне 2009/10. Косовский играл в Лиге чемпионов впервые. Позднее он признался, что это был один из самых важных моментов в его карьере.
31 мая 2010 года перешёл в клуб «Аполлон». Контракт заключён на 2 года.
1 июля 2011 года стал игроком польского клуба «Белхатув». Зимой 2013 перешёл в «Вислу» из Кракова, в которой и завершил карьеру по окончании сезона.

## Личная жизнь
Страший сын Александр, более известный как Big Scythe (1997—2022) — польский рэпер, наиболее известный совместными работами с Tymek. Умер 8 июня 2022 года от болезни.
Позже состоял в отношениях с мисс Польша 1997 Роксаной Йонек (р. 1978), от которой имеет двух сыновей Антони и Юлиана.